# Buse Tosun

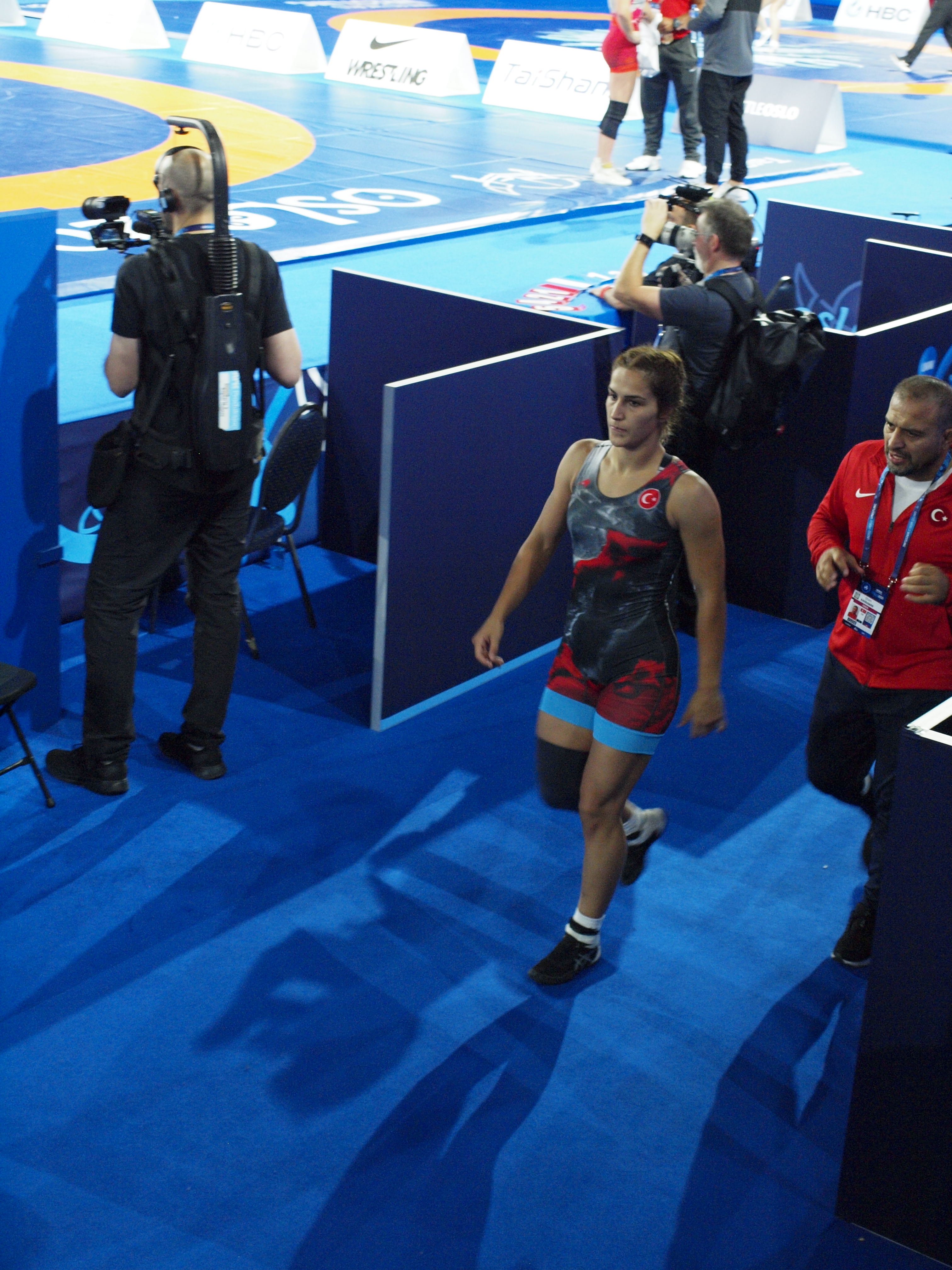
Buse Tosun en el Campeonato Mundial de Lucha Libre 2021

Buse Tosun Çavuşoğlu (5 de diciembre de 1995) es una deportista turca que compite en lucha libre. Participó en dos Juegos Olímpicos de Verano en los años 2016 y 2024, obteniendo una medalla de bronce en París 2024 en la categoría de 68 kg.

## Palmarés internacional
| Juegos Olímpicos | Juegos Olímpicos | Juegos Olímpicos  | Juegos Olímpicos |
| Año              | Lugar            | Medalla           | Categoría        |
| ---------------- | ---------------- | ----------------- | ---------------- |
| 2024             | París (Francia)  | Medalla de bronce | 68 kg            |